# Halgafelstindur
Halgafelstindur è una montagna alta 757 metri sul mare situata sull'isola di Eysturoy, la seconda per estensione dell'arcipelago delle Isole Fær Øer.
È la ventiduesima montagna, per altezza, dell'intero arcipelago, e la settima, sempre per altezza, dell'isola.

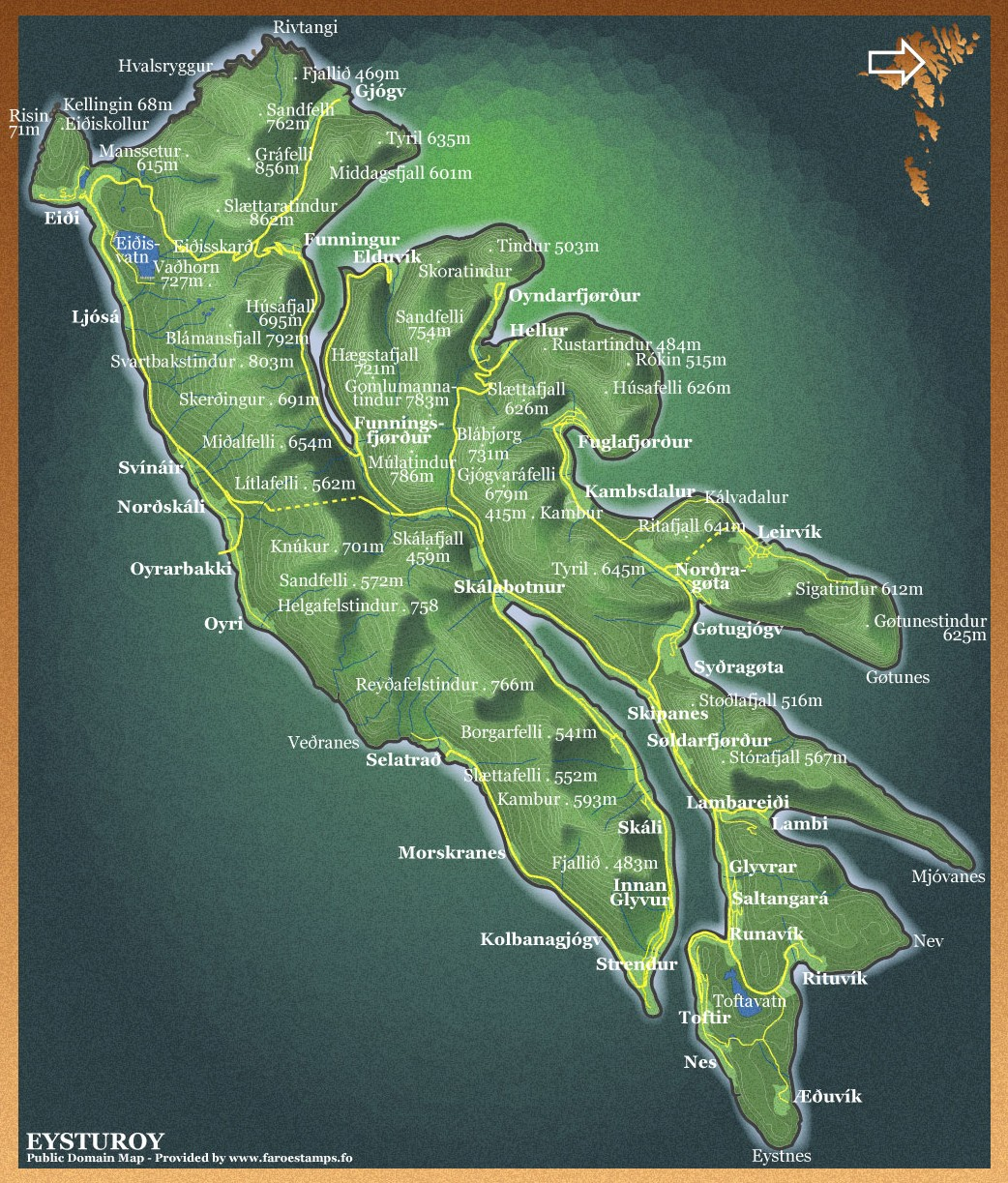
Isola di Eysturoy, mappa delle località e delle alture

Nella mappa dell'isola è riportata un'altezza di 758 metri.